# 御間城姫
御間城姫（みまきひめ、生没年不詳）は、崇神天皇の皇后。『古事記』には御真津比売（みまつひめ）とある。父は大彦命。垂仁天皇の母。

## 来歴
父の大彦命は、崇神天皇の父開化天皇の兄（孝元天皇の第一皇子）なので（実際、『古事記』（武埴安彦命の乱の条）では、崇神天皇は大彦命を伯父と呼んでいる）、夫・崇神天皇と従兄妹である。
「御間城姫」と崇神天皇の名「御間城入彦五十瓊殖尊」が同じ「御間城」を含んでおり、また、『古事記』の開化天皇条には崇神天皇（御真木入日子印恵命）の同母妹に后と同名の「御真津比売命」があることから、二人はもともと同母兄妹の伝承であったのを、記紀編纂時に変えたとの見方もある。
| スタブアイコン | サブスタブ | この項目は、まだ閲覧者の調べものの参照としては役立たない、人物に関連した書きかけの項目です。この項目を加筆・訂正などしてくださる協力者を求めています（P:人物伝/PJ:人物伝）。 |